# María Rosa Menocal
María Rosa Menocal (1953-2012) est une intellectuelle, professeur d'université et écrivaine d'origine cubaine.

## Biographie
Elle est spécialiste de culture médiévale et d'histoire et professeur Sterling (plus haut rang académique) en sciences humaines à l'université Yale. Elle a obtenu un B. A., M.A., et un doctorat de l'université de Pennsylvanie. Avant de rejoindre la faculté de Yale en 1986, elle a enseigné la philologie à l'université de Pennsylvanie.
En 2002, Menocal a écrit le livre The Ornament of the World: How Muslims, Jews, and Christians Created a Culture of Tolerance in Medieval Spain, qui a été traduit dans de nombreuses langues, et inclut une introduction par son collègue de l'université Yale en sciences humaines le professeur Sterling Harold Bloom. Le livre se concentre sur la tolérance dans l'Espagne médiévale, dans les royaumes musulmans et chrétiens à travers des exemples politiques ainsi que des exemples culturels.
Menocal a été la directrice du Yale Whitney Center for Humanities durant années et a été co-éditrice de la série Al-Andalus Litterature dans la collection Cambridge History of Arabic Literature.
Elle a été élue membre de la Medieval Academy of America en 2011.
Elle meurt d'un cancer de la peau le 15 octobre 2012,.

## Œuvres
- The Arabic Role in Medieval Literary History: A Forgotten Heritage (1987, 2004)
- Writing in Dante's Cult of Truth: From Borges to Boccacio (1991)
- Shards of Love: Exile and the Origins of the Lyric (1994)
- Culture in the Time of Tolerance: Al-Andalus as a Model for Our Time (2000)
- The literature of Al-Andalus (2000)
- The Ornament of the World: How Muslims, Jews, and Christians Created a Culture of Tolerance in Medieval Spain (2002)
- The Arts of Intimacy: Christians, Jews, and Muslims in the Making of Castilian Culture (2008)
- The Song of the Cid (Penguin Books), translation by Burton Raffel; introduction and notes by Maria Rosa Menocal (2009)